# Franz Carl Weber
Franz Carl Weber (Kurzform: FCW) ist ein Unternehmen im Schweizer Spielwaren-Fachhandel. Das Stammhaus befand sich während 125 Jahren in der Bahnhofstrasse 62 in Zürich, seit 2016 steht es am Bahnhofplatz beim Hauptbahnhof. In einer Blütezeit gab es über 50 Filialen in der ganzen Schweiz. Der Umsatz betrug 2017 52 Millionen Franken, im Jahr 2018 hatte das Unternehmen 240 Angestellte in 19 Filialen beschäftigt. Im Sommer 2023 bestanden in der Schweiz 23 Filialen. 

## Geschichte

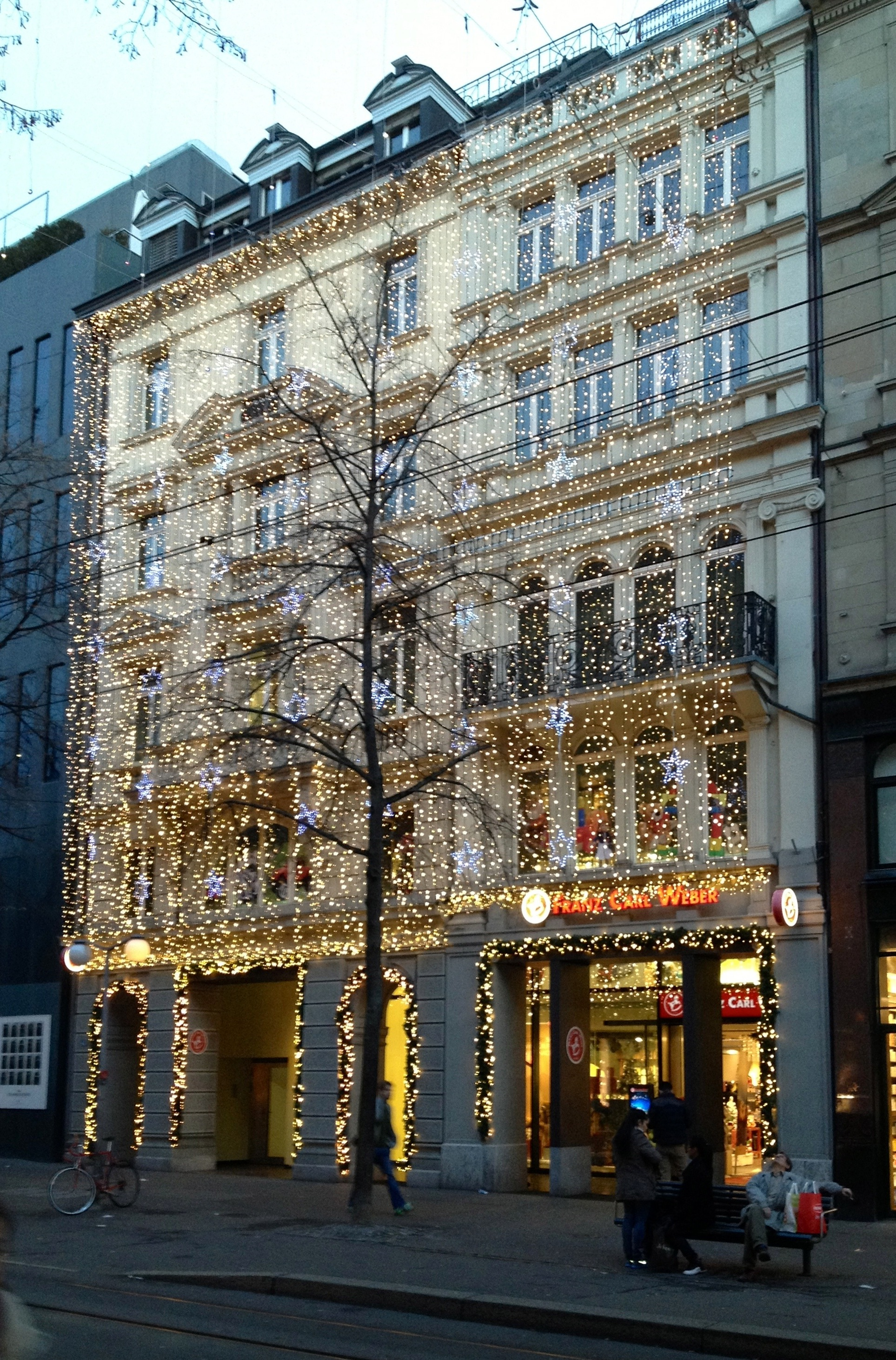
FCW-Haus im Advent 2012

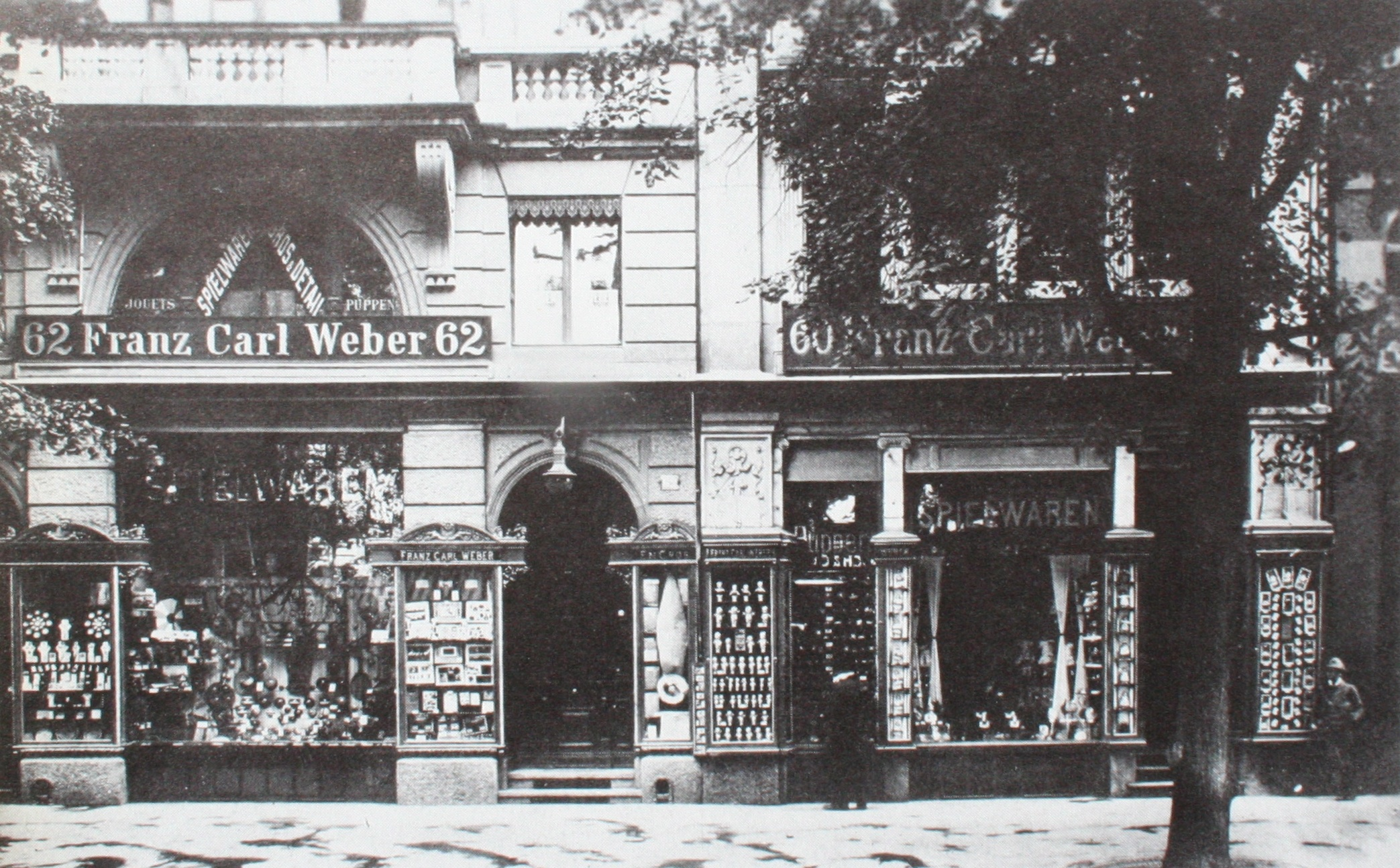
Franz Carl Weber um 1910

Das Unternehmen wurde von Franz Philipp Karl Friedrich Weber gegründet. Dieser absolvierte eine kaufmännische Lehre in der Spielwaren-Exportfirma Ullmann & Engelmann. Im Alter von 24 Jahren wanderte er von seiner Heimatstadt Fürth nach Zürich aus, wo er zunächst mehrere Jahre für die Drogerie Fisler arbeitete.
1881 gründete Weber sein eigenes Verkaufsgeschäft für Spielwaren und nannte es Franz Carl Weber. Das erste Ladenlokal lag an der Bahnhofstrasse 48, die damals noch keine zentrale Geschäftslage war. Trotz zweier etablierter Konkurrenten florierte das Unternehmen, so dass nach neun Jahren die Liegenschaft an der Bahnhofstrasse 62 erworben werden konnte.
Weber verstarb 1948. Sein Unternehmen wurde zunächst von seinem Sohn, anschliessend von seinem Enkel weitergeführt. 1984 wurde es an die Detailhandelskette Denner verkauft. Unter der neuen Besitzerin erlebte es einen Schrumpfungsprozess, die Zahl der Filialen wurde von über 50 auf 9 reduziert.
Am 1. September 2006 ging Franz Carl Weber an den französischen Spielwarenkonzern Ludendo SA über, den Marktführer im europäischen Spielwaren-Fachhandel.
Mit dem Namen Franz Carl Weber ist auch das Zürcher Spielzeugmuseum verbunden, das 1956 aus Anlass des 75-jährigen Firmenjubiläums von Margrit Weber-Beck gegründet wurde. Im Februar 2024 kündigte die Stiftung Spielzeugmuseum die Schliessung des Museums und den Verkauf der Sammlung an. Die Sammlung wurde in der Folge von Fritz Maurer erworben und soll ab Herbst 2024 in der Villa Flora in Wald ausgestellt werden; Trägerschaft des neuen Museums ist der Verein Franz Carl Weber Spielzeugmuseum.
Ende 2016 verliess Franz Carl Weber nach 126 Jahren die Traditionsliegenschaft des Haupthauses an der Bahnhofstrasse 62 aufgrund des hohen Mietpreises und zog an den Bahnhofplatz beim Zürcher Hauptbahnhof. Im März 2018 beantragte Ludendo in Paris Insolvenz und der damalige Franz Carl Weber CEO Yves Burger kaufte am 20. Juli 2018 mit Marcel Dobler und der Simba-Dickie-Group zu je einem Drittel das Geschäft aus der Nachlassstundung. 2019 veräusserte Yves Burger seine Anteile an Dobler und an Simba-Dickie-Group, damit waren Dobler und die Simba-Dickie-Group zu je 50 Prozent am Unternehmen beteiligt, welches Anfang 2020 noch 18 Filialen führte. Im Frühling 2019 wurde in Kleindöttingen der Betrieb des neuen Zentrallagers aufgenommen.
Dobler baute einen Online-Shop auf und Franz Carl Weber schrieb trotz Corona-Pandemie schwarze Zahlen. Trotzdem schien die Firma zu klein, um langfristig zu bestehen, weshalb nach Partnern gesucht wurde, um eine Einkaufsgesellschaft zu bilden. Nachdem sich keine solche Partnerschaft ergeben hatte, wurde das Geschäft mit den im Sommer 2023 bestehenden 23 Filialen per 1. Juli 2023 der Müller Handels AG Schweiz der deutschen Drogeriemarktkette Müller verkauft, wobei Marcel Dobler bis Ende 2023 im Verwaltungsrat verblieb.
Am 25. März 2024 wurde bekannt, dass entgegen der Ankündigungen zumindest in Zürich, Basel, Bern und Luzern Filialen zu Filialen von Müller umgebaut werden. Die NZZ schrieb, der Name werde wohl verschwinden, als selbst das Stammhaus in Zürich zu Müller umfirmiert wurde. Auch der Online-Shop war eingestellt worden. Im Juni 2024 zeigte der Internetauftritt noch 20 Filialen an.

## Name und Logo
Um sich von anderen damaligen gleichnamigen Unternehmen zu unterscheiden, änderte Weber für die Unternehmensbezeichnung seinen Vornamen Karl in Carl ab.
Das Schaukelpferd  war eines der ersten Produkte, das Weber in seinem Geschäft verkaufte. Es wurde zum festen Bestandteil des Logos.